# 理查·馮·庫爾曼
理查·馮·庫爾曼（德語：Richard von Kühlmann，1873年5月3日—1948年2月16日）德国外交官、企业家，1917年至1918年任德意志帝国外交大臣，参与了《布列斯特-立陶夫斯克条约》的谈判与签订。